# Nicolas Eybalin
 (octobre 2012).
Si vous disposez d'ouvrages ou d'articles de référence ou si vous connaissez des sites web de qualité traitant du thème abordé ici, merci de compléter l'article en donnant les références utiles à sa vérifiabilité et en les liant à la section « Notes et références ».
Les éditions Nicolas Eybalin sont une maison d'édition française fondée en 2011 par Nicolas Eybalin.

## Nicolas Eybalin
Agrégé d'histoire et titulaire d'un DEA dans cette discipline, Nicolas Eybalin est diplômé de l'Institut d'études politiques de Paris (promotion 1984), et ancien élève de l'École normale supérieure de Fontenay-aux-Roses (promotion 1982) et de l'École nationale d'administration (promotion Victor-Hugo, 1989-1991).
Il a mené une carrière de diplomate ; il est depuis 2014 consul général de France à Stuttgart.

## Description
Installées dans le 6e arrondissement de Paris, elles publient principalement des livres d'histoire. Elles éditent notamment Guy Konopnicki, Yves Belaubre, Patrice Lestrohan et Benoît Collombat.
Mai 2014 a vu la publication d'un recueil de nouvelles inspirées de Justes, Les Fronts clandestins, par Paul Greveillac. Toujours en mai est également paru un essai sur l'affaire Ilan Halimi, par Me Antonowicz.

## Politique éditoriale
Les éditions Nicolas Eybalin se sont donné pour mission de faciliter la transmission du savoir, de la connaissance et de la mémoire historiques. Un de ses objectifs est d'amener de nouveaux lecteurs vers l'Histoire et cela à travers trois stratégies : replacer l’Histoire au cœur des débats politiques et intellectuels et déchiffrer le présent à l’aide du passé ; traiter des questions historiographiques qui taraudent les hommes de notre temps et enfin, jouer sur l’ancienne et tenace complicité entre l’Histoire et le roman.

## Les collections
Trois collections existent à ce jour :
Au vif de l'Histoire
Les ouvrages publiés dans cette collection replacent l’Histoire au cœur des débats politiques et intellectuels.
Ont été publiés en 2012 Le jour où de Gaulle est parti- 27 avril 1969 de Guy Konopnicki, La Protestation - 23 août 1942 d'Yves Belaubre, L'Observatoire, l'affaire qui faillit emporter François Mitterrand - 16 octobre 1959 de Patrice Lestrohan.
Début 2013 sont publiés Un homme disparaît : l'affaire JPK - 15 décembre 1997 de Benoît Collombat et Mort d'un collabo - 13 mai 1943 de Gilles Antonowicz.
L'Histoire en débat
Les ouvrages publiés dans cette collection traitent de questions historiographiques qui "taraudent les hommes de notre temps".
L’Histoire est un roman
Les ouvrages de cette collection font de l’Histoire la toile de fond et la matière du roman.